# La Barca (Jalisco)
La Barca es una ciudad mexicana, cabecera del municipio homónimo, situada dentro de la región Ciénega, en el estado de Jalisco. 
Es la cabecera electoral del Distrito XV, que lo conforman 11 municipios. Asimismo, es la sede de la región sanitaria IV del estado de Jalisco, conformada por la región Ciénega.

## Geografía

### Localización
La ciudad de La Barca se localiza en el sur del municipio de La Barca. El quiosco de la plaza principal se encuentra en las coordenadas: 20°16′37″N 102°32′56″O / 20.27694, -102.54889.
Limita al norte con la autopista Guadalajara - Morelia, al este con el río Lerma, al sur con el río Lerma y las localidades de Briseñas de Matamoros y Paso de Hidalgo, municipio de Briseñas, Michoacán; y al oeste con la localidad de San Pedro de Ruiz.

### Clima
La Barca tiene un clima semicálido subhúmedo con lluvias en verano.
| Parámetros climáticos promedio de La Barca, Jalisco | Parámetros climáticos promedio de La Barca, Jalisco | Parámetros climáticos promedio de La Barca, Jalisco | Parámetros climáticos promedio de La Barca, Jalisco | Parámetros climáticos promedio de La Barca, Jalisco | Parámetros climáticos promedio de La Barca, Jalisco | Parámetros climáticos promedio de La Barca, Jalisco | Parámetros climáticos promedio de La Barca, Jalisco | Parámetros climáticos promedio de La Barca, Jalisco | Parámetros climáticos promedio de La Barca, Jalisco | Parámetros climáticos promedio de La Barca, Jalisco | Parámetros climáticos promedio de La Barca, Jalisco | Parámetros climáticos promedio de La Barca, Jalisco | Parámetros climáticos promedio de La Barca, Jalisco |
| Mes                                                 | Ene.                                                | Feb.                                                | Mar.                                                | Abr.                                                | May.                                                | Jun.                                                | Jul.                                                | Ago.                                                | Sep.                                                | Oct.                                                | Nov.                                                | Dic.                                                | Anual                                               |
| --------------------------------------------------- | --------------------------------------------------- | --------------------------------------------------- | --------------------------------------------------- | --------------------------------------------------- | --------------------------------------------------- | --------------------------------------------------- | --------------------------------------------------- | --------------------------------------------------- | --------------------------------------------------- | --------------------------------------------------- | --------------------------------------------------- | --------------------------------------------------- | --------------------------------------------------- |
| Temp. máx. abs. (°C)                                | 36.0                                                | 38.5                                                | 39.5                                                | 39.0                                                | 39.0                                                | 39.0                                                | 39.0                                                | 34.0                                                | 38.5                                                | 34.0                                                | 36.0                                                | 31.0                                                | 39.5                                                |
| Temp. máx. media (°C)                               | 26.2                                                | 28.0                                                | 30.5                                                | 32.4                                                | 33.6                                                | 31.9                                                | 28.6                                                | 28.3                                                | 28.2                                                | 28.1                                                | 27.5                                                | 26.5                                                | 29.2                                                |
| Temp. media (°C)                                    | 15.7                                                | 17.4                                                | 19.5                                                | 22.0                                                | 23.8                                                | 23.8                                                | 22.0                                                | 21.7                                                | 21.4                                                | 20.0                                                | 17.7                                                | 16.0                                                | 20.1                                                |
| Temp. mín. media (°C)                               | 5.2                                                 | 6.7                                                 | 8.6                                                 | 11.7                                                | 14.0                                                | 15.6                                                | 15.4                                                | 15.1                                                | 14.6                                                | 11.9                                                | 8.0                                                 | 5.5                                                 | 11.0                                                |
| Temp. mín. abs. (°C)                                | -4.0                                                | 1.0                                                 | 2.0                                                 | 5.0                                                 | 7.0                                                 | 8.0                                                 | 10.0                                                | 10.5                                                | 6.0                                                 | 3.0                                                 | 1.0                                                 | -2.5                                                | -4.0                                                |
| Precipitación total (mm)                            | 17.4                                                | 4.0                                                 | 4.7                                                 | 2.5                                                 | 32.2                                                | 170.3                                               | 199.6                                               | 177.8                                               | 143.8                                               | 55.7                                                | 9.5                                                 | 6.3                                                 | 823.8                                               |
| Días de precipitaciones (≥ 1 mm)                    | 1.9                                                 | 0.8                                                 | 0.8                                                 | 0.5                                                 | 3.2                                                 | 13.2                                                | 18.0                                                | 16.0                                                | 12.8                                                | 5.5                                                 | 1.3                                                 | 0.8                                                 | 74.8                                                |
| Fuente: Servicio Meteorológico Nacional             |                                                     |                                                     |                                                     |                                                     |                                                     |                                                     |                                                     |                                                     |                                                     |                                                     |                                                     |                                                     |                                                     |

## Demografía

### Población
De acuerdo con el Censo de Población y Vivienda realizado en el año 2020 por el Instituto Nacional de Estadística y Geografía (INEGI), había un total de 70180 habitantes, siendo 35 486 mujeres y 33 458 hombres.

### Viviendas
En el censo de 2020 había alrededor de 12 679 viviendas particulares, de éstas, 10 124 estaban habitadas, 2 555 estaban inhabitadas, 10 085 disponían de energía eléctrica, 10 073 disponían de excusado o sanitario, y 10 084 disponían de drenaje.

### Evolución demográfica
| Gráfica de evolución de La Barca entre 1900 y 2020    |
|                                                       |
| Fuente: Instituto Nacional de Estadística y Geografía |